# Czaplewszczyzna
Czaplewszczyzna (biał. Чаплеўшчына, Czapleuszczyna; ros. Чаплевщина, Czaplewszczina) – wieś na Białorusi, w obwodzie grodzieńskim, w rejonie lidzkim, w sielsowiecie Bielica.

## Historia
W XIX i w początkach XX w. wieś i majątek ziemski własności Laskowiczów, położone w Rosji, w guberni wileńskiej, w powiecie lidzkim, w gminie Bielica.
W dwudziestoleciu międzywojennym leżała w Polsce, w województwie nowogródzkim, w powiecie lidzkim, w gminie Bielica.
Po II wojnie światowej w granicach Związku Sowieckiego. Od 1991 w niepodległej Białorusi.